# Frenos de artillería
Los frenos de cañones de artillería son mecanismos empleados para disminuir las fuerzas de retroceso provenientes de la presión producida por la combustión de la pólvora en la cámara de combustión de un arma de artillería. Estos sistemas mecánicos, neumáticos o hidráulicos, los cuales se combinan entre sí para contrarrestar esta fuerza y dejarla nula cuando dichos sistemas entran en acción, logran con ello poner el cañón o tubo con sus componentes en el lugar de reposo en el cual se encontraba la pieza antes del disparo del proyectil.

## Acción del freno
Recibir la energía liberada por la presión originada por la combustión de la pólvora y transmitirla al elemento amortiguador, el que al comprimirse absorbe dicha energía y permite enseguida mediante la expansión de los mecanismos antes comprimidos su inmediata recuperación produciendo la vuelta en batería de la pieza, se conocen a saber dos tipos comunes de sistemas amortiguadores de retroceso.

### Hidromecánicos
Es aquel dispositivo que para su funcionamiento emplea en su composición elementos mecánicos (resortes) y un fluido hidráulico (aceite).
"La energía de retroceso en el momento del disparo es absorbida en el interior del dispositivo de freno, por la resistencia opuesta y controlada de los pasos interiores o lumbreras en los cuales se desliza el fluido hidráulico, provocando con esto una resistente cuña hidráulica, lo cual hace efecto como una fuerza desde una cámara anterior a una posterior, como también por la resistencia de las partes involucradas en el retroceso de la pieza (componentes mecánicos involucrados en este movimiento), además por la compresión de los resortes mecánicos, los que asisten al freno, recuperando a posterior los elementos a su posición inicial y produciendo al final de este recorrido, la vuelta en batería de la pieza todo en forma controlada, mediante dispositivos retardadores internos (válvulas con orificios que controlan el fluido y disminuyendo el paso de este, amortiguando mediantela pression hidráulica el recorrido final), para así evitar un movimiento violento de las partes mecánicas hacia la posición de reposo en la cual estaba la pieza antes del disparo".

### Hidroneumáticos
Es aquel dispositivo que para su funcionamiento emplea en su composición un fluido gaseoso (aire comprimido o nitrógeno) y un fluido hidráulico (aceite hidráulico).
"La energía de retroceso en el momento del disparo es absorbida en el interior del dispositivo de freno, por la resistencia opuesta y controlada de los pasos o lumbreras en los cuales se desliza el fluido hidráulico, provocando con ello una cuña hidráulica, lo cual hace efecto desde una cámara anterior a una posterior, controlado esto por un dispositivo de control y retardador de vuelta en batería, como también por la resistencia de las partes involucradas en el retroceso de la pieza, además por la compresión del fluido gaseoso el que asiste al freno, recuperando su posición inicial y produciendo al final de este recorrido la vuelta en batería de la pieza, todo en forma controlada por un dispositivo retardador del fluido hidráulico evitando así un movimiento violento hacia la posición de reposo en la cual se encontraba la pieza antes del disparo.
En estos dispositivo de frenos amortiguadores de piezas de artillería, los elementos metálicos a emplear (resortes) cumplen normas exigentes en cuanto a la resistencia de materiales de los aceros, en relación con la carga de trabajo aplicada.
Los fluidos hidráulicos deben poseer características especiales en cuanto a su índice de viscosidad, ya que un arma de este tipo es empleada en diferentes condiciones climáticas en cuanto al terreno de empleo.
El fluido gaseoso empleado, generalmente es el nitrógeno por ser un gas inerte, con una gran resistencia a la oxidación, pudiendo permanecer por un tiempo prolongado en estanqueidad en un sistema hidráulico.
Para permitir el perfecto sellado de estos sistemas hidráulicos, se emplean sellos de caucho sintético de altas prestaciones, los que permiten la estanqueidad de los mecanismos por largos periodos de tiempo en cualquier condición climática en que se empleen.